# Alengot Oromait
Proscovia Alengot Oromait (sinh ngày 1 tháng năm 1993) là một chính trị gia và là một sinh viên của trường Đại Học Uganda. Cô ấy đã cống hiến như một thành viên được đề cử của quốc hội (MP) cho quận Katakwi, Usuk County, từ năm 2011 vào năm 2016. Ở tuổi 19, cô ấy là thành viên trẻ nhất của quốc hội tại Uganda, và trên lục địa châu Phi.

## Lý lịch
Cô sinh ra tại quận Katakwi vào ngày 1 tháng 1 năm 1993. Cha cô là Michael Oromait, từng làm việc như một MP cho cùng một địa vị quốc hội trước khi ông qua đời vào ngày 21 tháng 7 năm 2012.

## Giáo dục
Cô đã tốt nghiệp Trung học Phổ thông (S6) tại Trường Trung học St. Kalemba ở quận Kayunga vào tháng 12 năm 2011. Cô đã được thừa nhận bởi Đại Học Uganda Christian ở Mukono vào đầu tháng 8 năm 2012.

## Kinh nghiệm làm việc
Sau cái chết của cha, Alengot Oromait đã quyết định tranh cử các cuộc thi về bầu cử sơ bộ của Phong Trào Kháng chiến Toàn Quốc để thay thế người cha của mình, người đã từng luôn cống hiến vì một nền độc Lập. Cô ấy đã chiến thắng và tại cuộc tổng tuyển cử vào tháng 9 năm 2012, cô đã thắng với 54.2% phiếu bầu. Cô ấy được kỳ vọng sẽ thay đổi việc học đại học của mình song song với các nhiệm vụ quốc hội của cô ấy trong tối thiểu là ba năm.